# Riccardo Calafiori
Riccardo Calafiori (sinh ngày 19 tháng 5 năm 2002) là một cầu thủ bóng đá chuyên nghiệp người Ý hiện đang thi đấu ở vị trí trung vệ hoặc hậu vệ trái cho câu lạc bộ Premier League Arsenal và đội tuyển bóng đá quốc gia Ý.

## Sự nghiệp câu lạc bộ

### Roma
Là sản phẩm của đội trẻ Roma, Calafiori ký hợp đồng đầu tiên với đội vào ngày 16 tháng 6 năm 2018. Calafiori dính chấn thương đầu gối khiến sự nghiệp của anh gần kết thúc vào ngày 2 tháng 10 năm 2018. Calafiori có trận ra mắt chuyên nghiệp với Roma trong chiến thắng 3–1 trên sân khách trước Juventus vào ngày 1 tháng 8 năm 2020 tại Serie A. Trong trận đấu đó, anh đã giành được một quả phạt đền và đồng đội Diego Perotti đã thực hiện nó thành công. Bên cạnh đó, anh cũng ghi một bàn thắng bằng một cú sút từ xa sau một quả phạt góc, tuy nhiên bàn thắng đó đã bị xóa vì việt vị.
Mùa giải tiếp theo, vào ngày 3 tháng 12 năm 2020, Calafiori được huấn luyện viên Roma Paulo Fonseca đưa vào sân thay người cho Leonardo Spinazzola và ghi bàn thắng đầu tiên trong sự nghiệp trong chiến thắng trên sân nhà của Roma trước Young Boys tại UEFA Europa League.
Vào ngày 14 tháng 1 năm 2022, Calafiori gia nhập Genoa theo dạng cho mượn.

### Basel
Vào ngày 30 tháng 8 năm 2022, Roma thông báo rằng Calafiori đã gia nhập Basel theo hợp đồng 3 năm. Anh gia nhập đội một của Basel cho mùa giải 2022–23 dưới sự dẫn dắt của huấn luyện viên trưởng Alexander Frei. Calafiori ra mắt tại giải quốc nội cho Basel bị Lugano đánh bại với tỷ số 1–0 trong trận sân khách ở Cornaredo vào ngày 9 tháng 10 năm 2022.

### Bologna

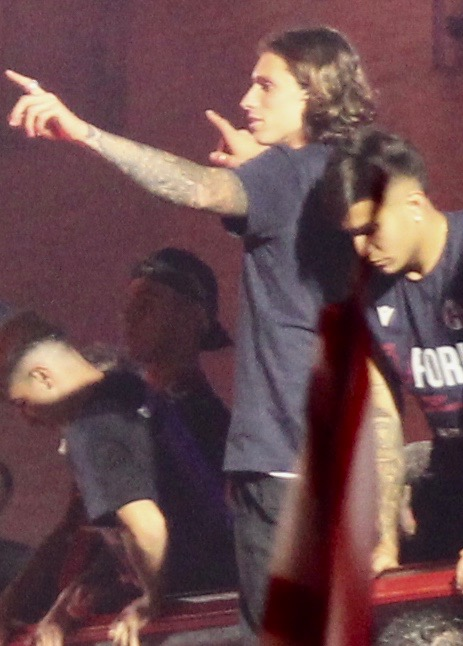
Calafiori trong màu áo Bologna năm 2024

Vào ngày 31 tháng 8 năm 2023, Calafiori trở lại Serie A và ký hợp đồng với Bologna. Dưới sự dẫn dắt của huấn luyện viên trưởng Thiago Motta, anh được chuyển sang vị trí trung vệ. Sau đó, anh nổi lên với tư cách là một trong những cầu thủ xuất sắc nhất giải đấu. Vào ngày 20 tháng 5 năm 2024, anh ghi bàn thắng đầu tiên ở Serie A với cú đúp trong trận hòa 3–3 trước Juventus khi Bologna để thủng lưới ba bàn nhanh chóng sau khi anh bị thay ra ở phút 75. Trong suốt mùa giải, anh đã giúp Bologna tham dự UEFA Champions League lần đầu tiên kể từ mùa giải 1964–65 khi đảm bảo vị trí thứ 5 chung cuộc ở Serie A.

### Arsenal
Vào ngày 29 tháng 7 năm 2024, Calafiori gia nhập câu lạc bộ Giải bóng đá Ngoại hạng Anh là Arsenal theo hợp đồng dài hạn với trị giá khoảng 45 triệu euro. Vào ngày 25 tháng 8 năm 2024, anh có lần ra sân đầu tiên cho câu lạc bộ trong trận thắng 2–0 trước Aston Villa tại Giải bóng đá Ngoại hạng Anh.

## Sự nghiệp quốc tế
Vào ngày 3 tháng 9 năm 2021, Calafiori có trận ra mắt cho đội U-21 Ý khi vào sân thay người trong trận thắng 3–0 trước Luxembourg tại vòng loại.
Vào ngày 23 tháng 5 năm 2024, anh lần đầu tiên được gọi vào đội tuyển quốc gia Ý và được đưa vào đội hình sơ bộ cho UEFA Euro 2024 bởi huấn luyện viên Luciano Spalletti. Anh ra mắt cho đội tuyển quốc gia vào ngày 4 tháng 6 khi vào sân thay cho Federico Dimarco ở phút thứ 85 trong trận hòa giao hữu 0–0 với Thổ Nhĩ Kỳ ở Bologna.
Sau khi được xác nhận có mặt trong đội hình chung cuộc tham dự UEFA Euro 2024, Calafiori ra mắt giải đấu này trong trận chiến thắng 2–1 trước Albania ở vòng bảng vào ngày 15 tháng 6 lúc 22 tuổi 27 ngày. Vài ngày sau, anh trở thành cầu thủ Ý trẻ tuổi thứ hai chơi ở Giải vô địch bóng đá châu Âu, chỉ sau Paolo Maldini. Anh đá phản lưới nhà trong trận thua 0–1 của Ý trước Tây Ban Nha trong trận đấu vòng bảng thứ hai. Trong trận đấu cuối cùng ở vòng bảng gặp Croatia, anh thực hiện pha kiến tạo giúp Mattia Zaccagni gỡ hòa ở phút bù giờ trong trận hòa 1–1 để giúp Ý lọt vào vòng 16 đội với tư cách là đội đứng thứ hai chung cuộc. Tuy nhiên, anh cũng bị phạt thẻ trong trận đấu đó và do vậy đã không thể thi đấu trong trận vòng 16 đội của Ý gặp Thụy Sĩ, trận mà Ý bị loại khỏi giải đấu sau khi nhận thất bại trước Thụy Sĩ với tỷ số 2–0.

## Phong cách chơi bóng
Là một hậu vệ thuận chân trái, Calafiori khởi đầu ở vị trí hậu vệ trái hoặc hậu vệ cánh trái trước khi được chuyển sang vị trí trung vệ trong thời gian thi đấu cho Bologna dưới thời huấn luyện viên Thiago Motta do khả năng bắt đầu các pha tấn công từ vị trí trung vệ từ phía sau với phạm vi chuyền bóng của mình. Anh tự khẳng định mình là một trong những hậu vệ xuất sắc nhất Serie A trong mùa giải 2023–24. Về mặt chiến thuật, anh có khả năng chơi ở hàng hậu vệ bao gồm 3 hoặc 4 hậu vệ, đồng thời nổi tiếng với khả năng dự đoán cũng như phong cách mạnh mẽ và thể chất khi gây áp lực lên đối phương. Là một cầu thủ nhanh nhẹn và mạnh mẽ, anh được khen ngợi chủ yếu về kỹ thuật và khả năng sút xa và đồng thời được biết đến với khả năng mang bóng. Chiều cao của anh cũng giúp anh trở nên hiệu quả trong các cuộc đấu tay đôi trên không. Với tư cách là một hậu vệ cánh, anh có khả năng tiến lên phía trước để thực hiện những quả tạt từ đường biên hoặc hỗ trợ đồng đội phòng ngự bằng những pha hồi phục nhanh chóng.
Được đánh giá là một trong những tài năng Ý hứa hẹn nhất trong thế hệ của mình, Calafiori đã được đưa vào danh sách Thế hệ tiếp theo của The Guardian trong số 60 tài năng trẻ xuất sắc nhất của bóng đá thế giới vào năm 2019 trước khi được vinh danh là một trong những "50 tài năng trẻ cho tương lai" của UEFA và làng bóng đá quốc tế vào năm 2021.

## Thống kê sự nghiệp

### Câu lạc bộ
Tính đến 20 tháng 5 năm 2024
| Câu lạc bộ          | Mùa giải            | Giải vô địch        | Giải vô địch | Giải vô địch | Cúp quốc gia | Cúp quốc gia | Châu lục | Châu lục | Tổng cộng | Tổng cộng |
| Câu lạc bộ          | Mùa giải            | Hạng đấu            | Trận         | Bàn          | Trận         | Bàn          | Trận     | Bàn      | Trận      | Bàn       |
| ------------------- | ------------------- | ------------------- | ------------ | ------------ | ------------ | ------------ | -------- | -------- | --------- | --------- |
| Roma                | 2019–20             | Serie A             | 1            | 0            | 0            | 0            | 0        | 0        | 1         | 0         |
| Roma                | 2020–21             | Serie A             | 3            | 0            | 0            | 0            | 5        | 1        | 8         | 1         |
| Roma                | 2021–22             | Serie A             | 6            | 0            | 0            | 0            | 3        | 0        | 9         | 0         |
| Roma                | Tổng cộng           | Tổng cộng           | 10           | 0            | 0            | 0            | 8        | 1        | 18        | 1         |
| Genoa (mượn)        | 2021–22             | Serie A             | 3            | 0            | —            | —            | —        | —        | 3         | 0         |
| Basel               | 2022–23             | Swiss Super League  | 23           | 0            | 3            | 0            | 8        | 1        | 34        | 1         |
| Basel               | 2023–24             | Swiss Super League  | 3            | 0            | 0            | 0            | 1        | 0        | 4         | 0         |
| Basel               | Tổng cộng           | Tổng cộng           | 26           | 0            | 3            | 0            | 9        | 1        | 38        | 1         |
| Bologna             | 2023–24             | Serie A             | 30           | 2            | 3            | 0            | —        | —        | 33        | 2         |
| Arsenal             | 2024–25             | Premier League      | 2            | 0            | 0            | 0            | 0        | 0        | 2         | 0         |
| Tổng cộng sự nghiệp | Tổng cộng sự nghiệp | Tổng cộng sự nghiệp | 71           | 2            | 6            | 0            | 17       | 2        | 94        | 4         |

1. ↑  Bao gồm Cúp bóng đá Thụy Sĩ và Coppa Italia
2. ↑  Ra sân tại UEFA Europa League
3. 1 2 3  Ra sân tại UEFA Europa Conference League
4. ↑  Ra sân tại UEFA Champions League

### Quốc tế
Tính đến 24 tháng 6 năm 2024
| Đội tuyển quốc gia | Năm       | Trận | Bàn |
| ------------------ | --------- | ---- | --- |
| Ý                  | 2024      | 5    | 0   |
| Tổng cộng          | Tổng cộng | 5    | 0   |

## Danh hiệu

### Cá nhân
- Cầu thủ Serie A xuất sắc nhất tháng: Tháng 5 năm 2024[30]